# Super Pit
Fimiston dagbrud (en. Fimiston Open Pit), i daglig tale kendt som Super Pit, er Australiens største guldmine dagbrud. Super Pit er beliggende ud for Goldfields Highway i den sysøstlige udkant af Kalgoorlie-Boulder i Western Australia. Super Pit er 3½ kilometer lang, 1½ kilometer bredt og 360 meter dybt.
Super Pit-minen ejes af Kalgoorlie Consolidated Gold Mines Pty Ltd, en selskab ligeligt ejet af Barrick Gold Corporation og  Newmont Mining Corporation. Minen udvinder årligt 28 tons guld og har ca. 550 ansatte.